# Iglesia de San Pedro (San Mateo)
La iglesia de San Pedro, situada en la localidad de San Mateo (provincia de Castellón, España), es un edificio exento situado en el Llano San Pedro. La iglesia parece ser la más antigua de la Villa y corresponde al primitivo núcleo de la población - la llamada por los antiguos SUDA - asentada en el altozano y que sirvió de base al posterior ensanche realizado hacia el llano durante los siglos XIV y XV.
El edificio original medieval del siglo XIII de estilo gótico valenciano fue alterado en el barroco, con un revestimiento interno y con la edificación de la fachada y la torre en el exterior.